# Studio der frühen Musik
Lo Studio der frühen Musik è un gruppo di musica antica tedesco attivo dagli anni '60 al 1979.

## Biografia
Il gruppo è stato fondato e diretto dal liutista Thomas Binkley a Monaco negli anni in cui Binkley era insegnante alla Schola Cantorum Basiliensis.
Membri storici dell'ensemble sono stati Sterling Jones (suonatore di viella) e Andrea von Ramm (mezzo-soprano e suonatore di ribeca, ghironda e arpa), i quali avevano già costituito un gruppo musicale precedente con sede a Colonia. A costoro si sono poi aggiunti il tenore Nigel Rogers (1960-1964) seguito da Willard Cobb (1964-1970) e dal controtenore Richard Lewitt (1970-1979). L'attività del gruppo è terminata nel 1979, anno in cui Binkley è tornato in USA, paese in cui ha fondando l'Early Music Institute a Bloomington, nello stato di Indiana.
Un importante predecessore del gruppo è stato il New York Pro Musica, fondato nel 1952 da Noah Greenberg. Lo Studio der frühen Musik aveva però un "sound radicalmente diverso" , anticipando quella che sarà poi la prassi esecutiva dell'Early Music Consort of London di David Munrow e Christopher Hogwood (fondato nel 1976 e tenuto in vita fino al 1976, anno della scomparsa di Munrow), e il Clemencic Consort di René Clemencic (costituito nel 1969).
Il gruppo ha realizzato numerosi dischi di musica medievale pubblicati principalmente dalla etichetta Telefunken (poi divenuta Teldec) negli anni 1960-1970. Di questo periodo ricordiamo il ciclo delle registrazioni dei Carmina Burana e delle musiche dei trovatori e trovieri. Successivamente il gruppo ha inciso per EMI Electrola serie "Reflexe" una serie di dischi di autori medievali e rinascimentali.

## Discografia
- 1962 - Frühe Musik: England, Flandern, Deutschland, Spanien (Telefunken)
- 1964 - Carmina Burana. 20 Lieder aus der Originalhanschrift um 1300 (Telefunken)
- 1965 - Frühe Musik in Italien, Frankreich und Burgund (Telefunken)
- 1965 - Florid-Song und Gambenmusik im England um 1610-1660 (Telefunken)
- 1965 - Geistliche Lieder und Instrumentalsätze der Lutherzeit (Telefunken)
- 1966 - Bauern-, Tanz- und Straßenlieder im Deutschland um 1500 (Telefunken)
- 1966 - Minnesang und Spruchdichtung um 1200-1320 (Telefunken)
- 1966 - Weltliche Musik um 1300: Robin et Marion; Llibre Vermell and others (Telefunken)
- 1966 - John Dowland, The Elizabethan Age. Selected Works by John Dowland (Arkiv Produktion)
- 1968 - Carmina Burana. 13 Lieder nach der Handschrift aus Benediktbeuern um 1300 (Telefunken)
- 1968 - Medeltida Konsert musik mellan 1300-1600 (Telefunken)
- 1969 - Musica Iberica I hasta el siglo XV (EMI/Odeon)
- 1970 - Chansons der Troubadours (Telefunken)
- 1970 - Oswald von Wolkenstein, Monophone und Polyphone Lieder (EMI "Reflexe")
- 1970 - Johannes Ciconia (EMI "Reflexe")
- 1971 - Guillaume de Machaut, Chansons, Vol. I (EMI "Reflexe")
- 1972 - "Roman de Fauvel" (EMI "Reflexe")
- 1972 - Guillaume de Machaut, Chansons, Vol. II (EMI "Reflexe")
- 1973 - Francesco Landini
- 1973 - Bernart de Ventadorn, Chansons d'amour Martim Codax. Canciones de amigo
- 1973 - Pop Ago. Chansons, Songs, Canciones, Lieder, Canzonen (EMI "Reflexe")
- 1973 - Camino de Santiago I. Eine pilgerstrasse Navarra Castilla (EMI "Reflexe")
- 1973 - Camino de Santiago II. Eine pilgerstrasse León/Galicia (EMI "Reflexe")
- 1973 - Musica Iberica II hasta el siglo XVI (EMI/Odeon)
- 1974 - Estampie. Instrumentalmusik des Mittelalters, con la Schola Cantorum Basiliensis (EMI "Reflexe")
- 1974 - Pietro Abelardo, Planctus Jephta; Planctus David (EMI "Reflexe")
- 1974 - Chansons der Trouvères (Telefunken)
- 1974 - Guillaume Dufay, Adieu m'amour. Chansons und motetten (EMI "Reflexe")
- 1975 - Musik der Spielleute; Musik of the Minstrels; Musique de ménestrels (Telefunken)
- 1975 - L'Agonie du Languedoc, con Claude Marti (EMI "Reflexe")
- 1976 - Planctus (EMI "Reflexe")
- 1976 - Vox Humana. Vokalmusik aus dem Mittelalter (EMI "Reflexe")
- 1978 - Ludi Sancti Nicholai. The Miracles of St. Nicholas (EMI "Reflexe")